# Antonio Cánovas del Castillo
Pour les articles homonymes, voir Canovas et Castillo.
Antonio Cánovas del Castillo, né à Malaga, le 8 février 1828 et mort à Mondragón, au Guipuscoa, le 8 août 1897, est un historien et homme d'État espagnol. Il a été l'une des figures les plus importantes de la vie politique espagnole au cours de la seconde moitié du XIXe siècle, étant notamment le principal artisan du système politique de la Restauration de 1874 et le dirigeant du Parti conservateur ; il est toujours considéré par beaucoup comme l'un des plus brillants hommes politiques de l'histoire de l'Espagne.

## Biographie
Cánovas naît le 8 février 1828 à Malaga (Andalousie) dans une famille modeste.
Il étudie le droit, le commerce et le journalisme.
Il s’installe jeune à la capitale Madrid où, grâce à un contact avec José de Salamanca, il obtient un emploi, dans laquelle il gravit les échelons grâce à son mérite personnel.

### Début de carrière
Après des études de droit et d'histoire, il publie en 1854 une Histoire de la décadence espagnole. Il commence sa carrière politique, aux côtés de Leopoldo O'Donnell, et écrit le manifeste de Manzanares, dont la publication lancera la révolution de 1854. Membre de l'Union Libérale, Cánovas est nommé ministre de l'Intérieur en 1864, et ministre de l'Outre-mer l'année suivante, sous le règne d'Isabelle II.

### Restauration
Après la révolution de 1868 et la chute de la monarchie, il prépare le retour du futur Alphonse XII, fils d'Isabelle II. Il expose son programme politique dans le manifeste de Sandhurst proclamé par le futur Alphonse XII. Après le pronunciamiento de Martínez Campos et la proclamation d'Alphonse XII comme nouveau roi, en 1874, il travaille sur le système politique de la Restauration. Il propose un système dans lequel deux grands partis politiques exerceraient alternativement le pouvoir, reposant sur un réseau de notables locaux pratiquant le caciquisme. Pendant le règne d'Alphonse XII, Cánovas exerce à sept reprises la fonction de président du Conseil des Ministres.
Il est le principal rédacteur de la Constitution de 1876 ; il est à nouveau président du gouvernement à plusieurs reprises pendant la régence de Marie-Christine de Teschen.
De mai 1879 à mai 1881, il est président de la Société géographique de Madrid.

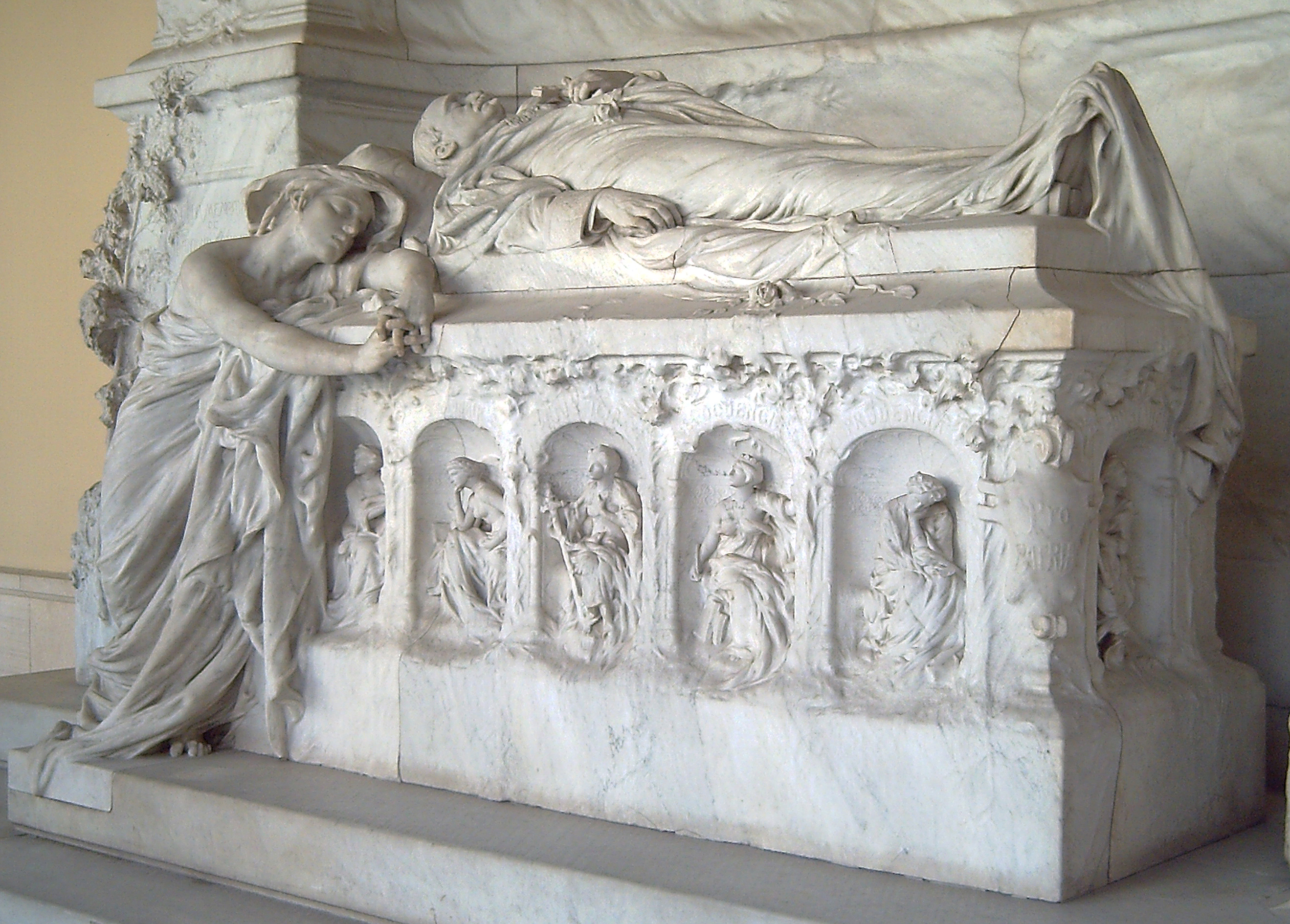
Mausolée de Cánovas à Madrid (A. Querol, 1906).

Son gouvernement met en œuvre une politique coloniale fondée sur la répression des partisans de l'indépendance cubaine, qui renforça le développement du nationalisme cubain. L'Espagne perdra finalement la guerre contre les États-Unis en 1898.

## Partisan de l’esclavage
Partisan de l'esclavage, il déclare en novembre 1896 au quotidien français Le Journal:
« Les Noirs à Cuba sont libres ; ils peuvent contracter des engagements, travailler ou ne pas travailler, et je pense que l'esclavage était bien meilleur que cette liberté dont ils ont seulement profité pour ne rien faire et former des masses de chômeurs. Tous ceux qui connaissent les noirs vous diront qu'à Madagascar, au Congo, comme à Cuba, ils sont paresseux, sauvages, enclins à mal agir, et qu'il faut les conduire avec autorité et fermeté pour obtenir quelque chose de leur part. Ces sauvages n'ont d'autre propriétaire que leurs propres instincts, leurs appétits primitifs ».

## Assassinat
En 1897, Cánovas meurt assassiné d’un coup de feu par l'anarchiste italien Michele Angiolillo, qui voulait venger les condamnés du procès de Montjuïc.